# Monasterio Benedictino de la Resurrección de Chucuito
El Monasterio Benedictino de la Resurrección ubicado en el distrito de Chucuito, en la región de Puno, es un monasterio católico situado a orillas del lago Titicaca, perteneciente a la Orden de San Benito en la Prelatura de Juli. Destaca por ser el monasterio católico más alto del mundo, ubicado a 3870 m s. n. m. Fue fundado por el monje belga Simón Pedro Arnold.

## Ubicación
El monasterio se encuentra en la ciudad de Chucuito, entre el lago Titicaca y la carretera de Puno a Desaguadero, muy cerca al sitio arqueológico de Inca Uyu, también conocido como el Templo de la Fertilidad. Por su ubicación en el corazón de los andes peruanos, es el monasterio católico más alto del mundo, construido a 3870 m s.n.m.

## Historia
En 1950, un grupo de monjes rebeldes de la Abadía de Mont-César, decidieron refundar el Monasterio Saint-Remacle de Wauvremont, ubicado en los bosques de las Ardenas en Bélgica, para romper con el monaquismo aristocrático e intelectual vigente en Europa y retornar a los orígenes de austeridad y sencillez de la Regla de San Benito. En 1967, ante el llamado conciliar de Pablo VI para enviar misioneros al "Tercer Mundo", los monjes de Wauvremont decidieron fundar un proyecto monástico en Perú, sin embargo, este tuvo que cerrar en 1979.
En 1984, 1986 y 1988, el monasterio fundador de Wauvremont, envió nuevamente un grupo de monjes exploradores al barrio de Ñaña, en Chaclacayo al este de Lima, y a la comunidad campesina de Escallani, a orillas del Lago Titicaca, para ensayar una nueva forma de vida contemplativa.
En 1991, a pesar de la guerra interna que sufría el Perú, los monjes decidieron fundar dos monasterios, uno en Ñaña y otro en Puno, por invitación de los obispos de la Prelatura de Juli, monseñor Raymundo Revoredo, y de la diócesis de Puno, monseñor Jesús Mateo Calderón.

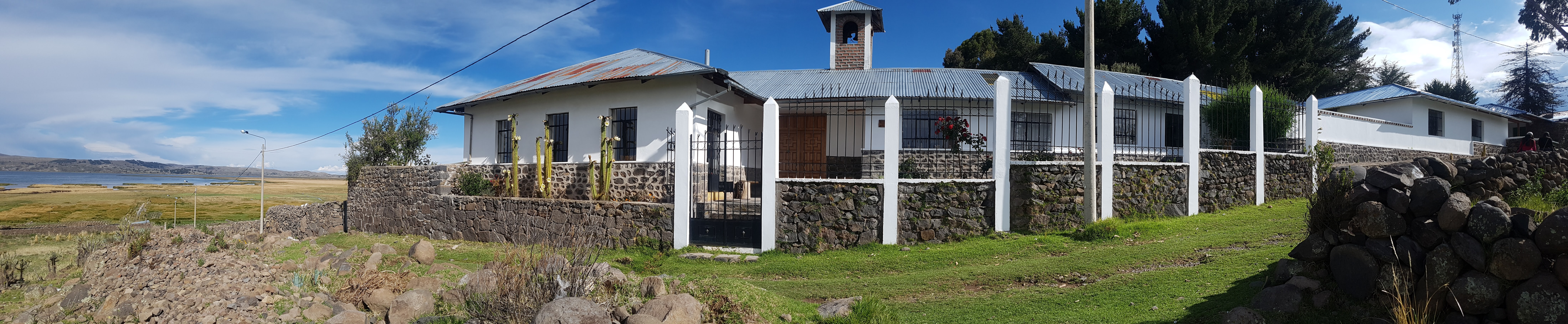
El Monasterio de la Resurrección se ubica en el distrito de Chucuito, en el departamento de Puno.

## Teología
El Monasterio Benedictino de Chucuito, por la historia de su monasterio fundador en la década de los sesenta y por su ubicación en los Andes, está profundamente marcado por dos corrientes teológicas, la Teología de la Liberación, especialmente por su compromiso con los pobres, y la Teología India, que nació precisamente en las diócesis de la Iglesia Sur Andina del Perú, y que asume una reciprocidad entre la ritualidad católica y la ritualidad andina, rescatando en ambas la profundidad evangélica más allá de las diferencias, y sin protagonismo de una sobre otra.
Los miembros de la comunidad, por ser monjes benedictinos, hacen un voto especial de estabilidad, una de las piedras angulares del monaquismo occidental, que implica una promesa de fidelidad a una comunidad religiosa determinada. Sin embargo, al ser parte de la Congregación Benedictina de la Anunciación, también consideran que dicho voto es un compromiso definitivo con el pueblo que los acoge y con su medio cultural y geográfico. Esto implica que, al estar en el corazón del mundo andino, en la región del Collao, los monjes de Chucuito forman parte de la vitalidad de la espiritualidad andina y su ritualidad. Los religiosos además de los ritos católicos, acompañan a los yatiri (sabio andino y sacerdote indígena) y a sus vecinos aymaras, para celebrar los ritos andinos, tanto domésticos como en el apu o achachila (cerro tutelar o monte sagrado) Atoja, donde se rinde culto a Dios.
Los monjes se inspiran en la gran tradición andina del Sumaq Kawsay (Buen Vivir) y el lema benedictino “Paz”. En el monasterio buscan experimentar un proceso de búsqueda de autenticidad con fidelidad a las sabidurías andinas ancestrales, sus tradiciones, ritualidades, y valores; en los procesos de afirmación de la cultura indígena y re-creación frente a los cambios desorientadores del mundo actual.

## Vida monástica
El camino monástico se fundamenta en cuatro columnas o pilares de la “mesa” benedictina:
- La oración como corazón de la vida monástica. En primer lugar, la Eucaristía es el centro y la cumbre de cada jornada. Además, parte esencial del servicio a Dios dentro de la Iglesia es el cantar de la Liturgia de las horas: maitines, laudes, mediodía, vísperas y completas (y vigilias el sábado por la noche). Se añaden los momentos de oración personal o de adoración, la lectio divina y el deseo de vivir todo el día en la oración permanente.
- El trabajo es parte íntegra del quehacer cotidiano. En la medida de lo posible, se realiza en silencio, favoreciendo así la oración permanente.
- La acogida: La Regla (RB 53,1) lo enseña claramente: “Se recibirá a todos los huéspedes que llegan al monasterio como a Cristo mismo”. Con gozo se da la bienvenida y se acoge a cualquier huésped que se presenta, buscando a Dios, conscientemente o implícitamente, “especialmente a los pobres y peregrinos”. Cada visita es gracia de Dios.
- La vida fraterna: La vida de la comunidad monástica mixta es impregnada de amor fraterno. Se trata de respetarse y soportarse mutuamente, con una paciencia sin límite, cada uno/a con sus debilidades y enfermedades del espíritu y del cuerpo, pero amándose de corazón, ayudándose y asistiéndose mutuamente. Allí está el verdadero criterio del camino espiritual: “El que dice que ama a Dios y no ama a su hermano, es un mentiroso”.

## Jornada diaria
Se empieza el día con un largo tiempo dedicado a la “obra del Señor”: adoración, oficios de la madrugada, lectio divina y Misa. Después del desayuno y de un tiempo de lectura espiritual, se dedican al trabajo, cada uno según sus responsabilidades. El hospedero y ecónomo se dedica a la acogida, al mantenimiento y la gestión de la hospedería y del monasterio y a las compras, otros/as miembros de la comunidad a la escucha y al acompañamiento o a la psicoterapia, a la escritura y a la preparación de las charlas, jornadas y talleres, otras a la lavandería y a la tienda, al cuidado del huerto, etc.
Se reúnen por el oficio de mediodía, almuerzan en silencio escuchando música, y se lavan los platos, charlando, como un pequeño recreo. Después de una corta siesta facultativa, se retoma el trabajo. Se reúnen para cantar vísperas y seguir con oración personal. Después de la cena, acompañada por una lectura, y del lavado de los platos, se tiene un tiempo de encuentro fraterno, que es un recreo en la sala de comunidad. Y el día se termina por el canto de completas, que los introduce al gran silencio de la noche.

Jornada diaria:
- 3:30 a. m.   Tiempo de adoración silenciosa libre en la capilla.
- 4:30 a. m.   Maitines.
- 5:00 a. m.   Laudes.
- 6:00 a. m.   Lectio Divina.
- 7:00 a. m.   Eucaristía.
- 7:30 a. m.   Desayuno.
- 8:00 a. m.   Lectura Espiritual
- 8:30 a. m.   Fin del Gran Silencio y comienzo del trabajo hasta las 12:00 m.
- 12:00 m.    Oficio Meridiano.
- 12:20 p. m. Almuerzo.
- 12:45 p. m. Recreo (lavado de platos).
- 1:00 p. m.   Descanso. Siesta.
- 2:00 p. m.   Trabajo.
- 5.30 p. m.   Vísperas.
- 6:00 p. m.   Adoración Silenciosa.
- 6:30 p. m.   Cena.
- 7:00 p. m.   Recreo.
- 7:30 p. m.   Completas (el sábado, vigilias solemnes).
- 8:00 p. m.   Descanso y Gran Silencio.

Domingos y Solemnidades:
- 6:30 a. m.   Laudes.
- 7:00 a. m.   Desayuno.
- 10:00 a. m. Eucaristía

El resto del día: Horario como en la semana.

## Hospedería, museo y labor social
Hospedería: El monasterio, siguiendo la tradición monacal, cuenta con una hospedería a orillas del Lago Titicaca abierta a pequeños grupos y a personas individuales, hombres o mujeres. Los huéspedes están invitados, pero con mucha libertad, a participar de la oración de la comunidad. Las personas que lo desean pueden pedir la ayuda de un miembro de la comunidad en su búsqueda espiritual. Los huéspedes están invitados a entrar en un clima de discreción y de interioridad dentro del monasterio.
Asociación Alumnos del Perú: esta institución fundada por el monasterio de Chucuito en 2000. Tiene como objetivo acompañar a los niños del nivel primario y secundario en su formación humana y espiritual integral a través del método pedagógico Montessori. Da una atención particular a la cultura y a la formación ética ciudadana no-violenta. Tiene también un sistema de becas para niños pobres del secundario y para estudios superiores de estudiantes de escasos recursos.
Instituto de Estudios de las Culturas Andinas (IDECA-Perú): IDECA es heredero del Instituto diocesano de Estudios Aymaras (IDEA), fundado en 1974 por los padres de Maryknoll y cerrado en 2007 por la Iglesia de Juli. IDECA es una ONG, fundada este mismo año 2007 por la comunidad benedictina y dedicada a la defensa y promoción de todos los aspectos de las culturas andinas, en una perspectiva intercultural y descolonizadora. Proporciona formación de diplomatura y maestría en asociación con la Universidad Católica Santa María de Arequipa y la PUCP de Lima. Por otra parte, asesora comunidades originarias del Surandino en la defensa de su territorio y sus derechos ante la intrusión de grandes explotaciones mineras y otras. Se dedica a la investigación y publicaciones, contando con una buena biblioteca especializada. Promueve el diálogo interreligioso y el estudio de las lenguas originarias quechua y aimara.
Museo Wawamarka: es un pequeño museo ubicado en la Plaza Inca Uyu de Chucuito, que también publica una revista cultural.